# Rivière Slims

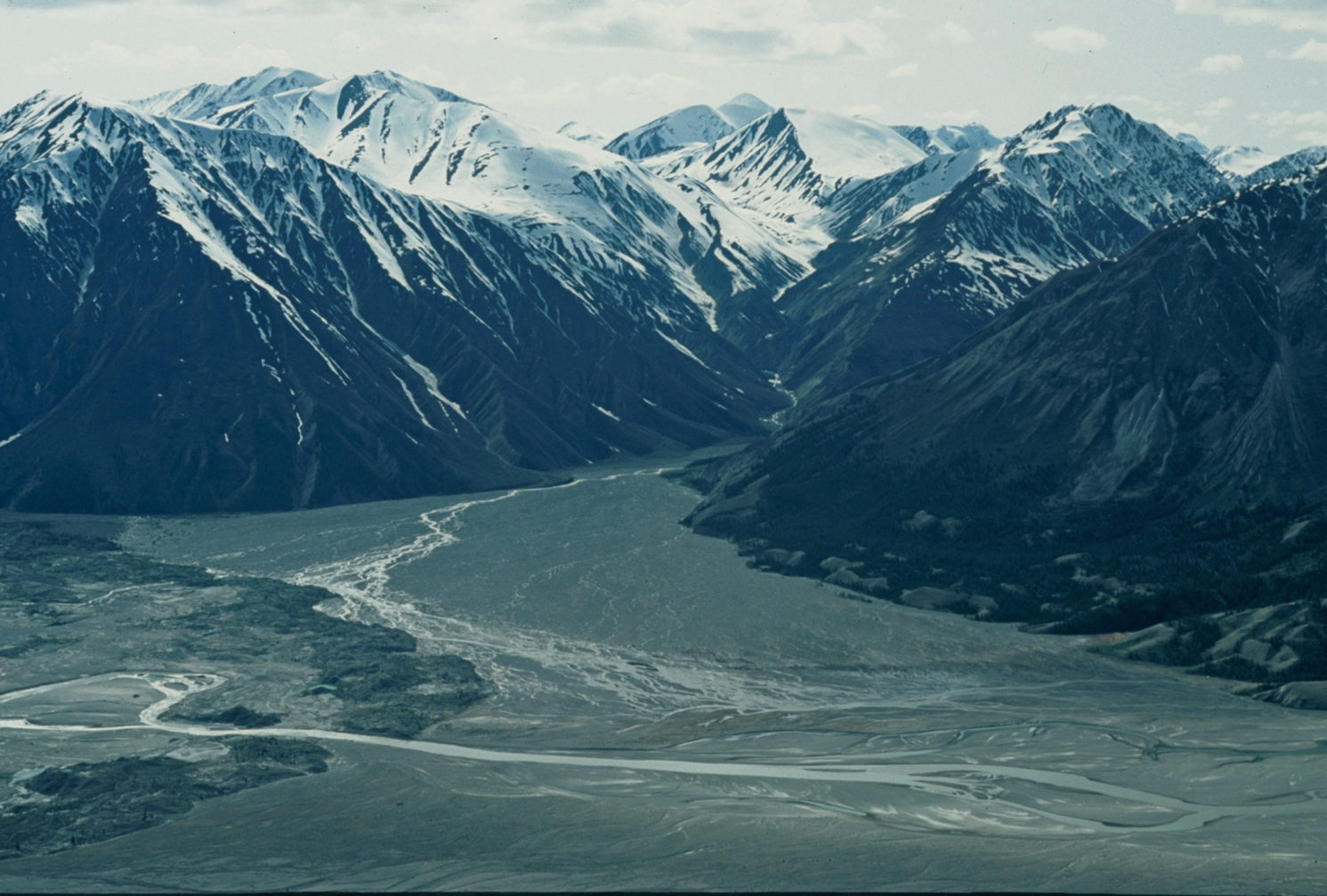
La rivière Slims en 1992.

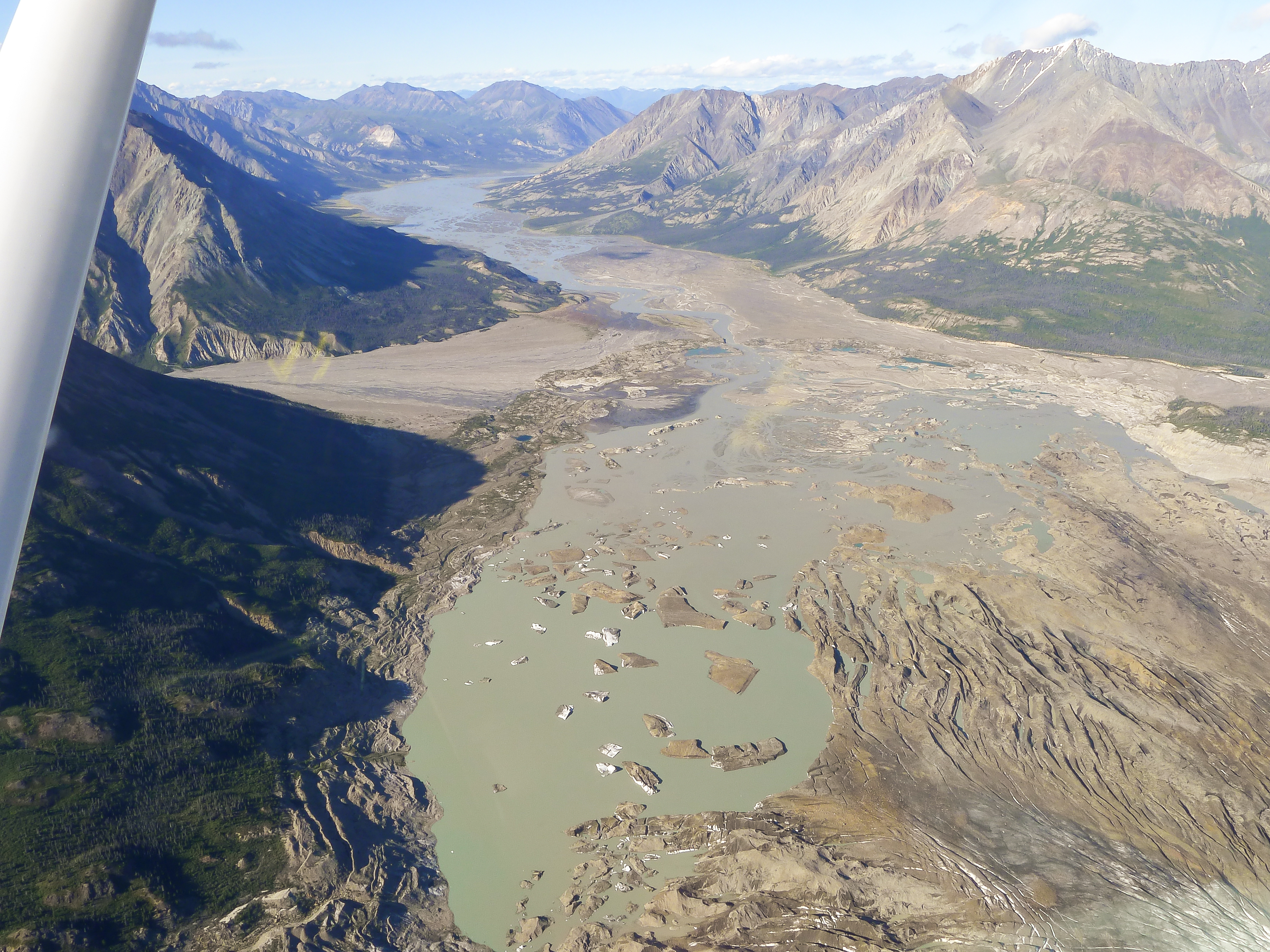
Vallée de la rivière Slims à l'arrière-plan ; au premier plan, le lac glaciaire du glacier Kaskawulsh.

La rivière Slims (A'ay Chu) est une ancienne rivière d'origine glaciaire, située dans le Territoire du Yukon, au Canada, alimentée jusqu'en 2016 par les eaux du glacier Kaskawulsh, qui coulaient vers le nord-est sur environ 24 km jusqu'au lac Kluane.

## Origine du nom
Le nom de la rivière Slims semble lui avoir été attribué d'après un attelage de chevaux qui s'y est noyé en la traversant durant la ruée vers l'or de Kluane en 1903. La route de l'Alaska la franchit au kilomètre 1 704 juste au sud de son embouchure dans le lac Kluane.

## Disparition
Au printemps 2017, en l'espace de quelques jours, l'approvisionnement de la rivière se tarit presque entièrement. Alors que l'eau de fonte du glacier Kaskawulsh s'écoulait précédemment dans deux effluents, la Slims et la rivière Alsek (ou rivière Kaskawulsh), cette dernière coulant vers le sud jusqu'au golfe d'Alaska, cette eau de fonte s'écoule maintenant uniquement dans l'Alsek, la Slims n'étant plus alimentée.
Les scientifiques considèrent que cette modification spectaculaire est attribuable aux changements climatiques causés par l'Homme et à l’accélération du réchauffement que subit cette région au niveau local et lié à l'accélération du réchauffement climatique général ; c'est la première fois, de mémoire d'homme, qu'une telle capture de cours d'eau découle de la fonte d'un glacier. Une telle capture est généralement due à des éboulements qui obstruent l'écoulement et le dévient, ou bien est causée par l'affaissement d'un barrage glaciaire qui permet à l'eau de s'écouler là où c'était auparavant impossible. Dans le cas de la rivière Slims, le glacier a fondu et reculé, changeant ainsi le point de départ de la rivière qui suit un autre cours et rejoint ainsi maintenant la rivière Kaskawulsh qui présente un niveau anormalement haut,. En anglais, les chercheurs parlent de river piracy, littéralement « piraterie fluviale ». 
Une autre particularité de ce changement de lit, phénomène qui peut se produire de manière naturelle, est la rapidité de l’événement : quatre jours contre en général des milliers d'années pour les processus naturels.